# 中国电影院 (青岛)
36°04′07.4″N 120°18′50″E / 36.068722°N 120.31389°E
中国电影院，又称中国剧院，原名山东大戏院，位于中华人民共和国山东省青岛市市南区中山路97号，建于1930－1931年，是青岛市第一座由中国人开办、专门播放中国电影的影院，也是青岛市建于清末、民国时期的影院、戏院建筑中唯一保存至今者，现为山东省文物保护单位青岛中山路近代建筑的一部分。

## 历史
二十世纪初，以好莱坞电影为代表的欧美电影大量涌入中国，当时中国电影院也多由欧美等国侨民经营，导致外国电影占据中国市场，中国电影难以与其竞争市场份额。1930年，上海的一些电影制片商联合几位资本家在青岛筹办电影院，董事长为刘鸣卿，董事有张立堂、张石川、王召麟、卞毓英、吴积庆、杨吉云等，杨吉云兼任经理。电影院选址于中山路，1930年秋动工，1931年12月完工，原拟命名为“青岛大戏院”，最终命名为“山东大戏院”。12月15日，影院正式开幕，由著名影星胡蝶剪彩，据记载，中山路上人群如潮，交通为之堵塞。开幕后放映的第一部电影是张石川导演、洪深编剧、胡蝶主演的《歌女红牡丹》。
山东大戏院开业后，专门放映中国影片，成为中国电影打破外来电影垄断的阵地。山东大戏院编写的特刊曾写道：“拥有40余万人口，绾毂南北，居华北重要地位之青岛市……中国人办的电影院，除了山东大戏院外，没有第二家。而寄居本市之外侨方面，人数不过两万，电影院倒有四家。”1932年12月山东大戏院开演一周年的纪念册曾提到：“影院开门也有七件事，就是捐税、片租、房租、广告、薪水、交际、设备，洋楼愈高，开支愈大，娱乐场的捐税特别的大。”影院开支大，电影票价同样高昂，每票从四角、六角至一元不等，普通百姓不敢问津。这一时期影院下午2时开映，循环放映到晚上1时停止。1932年底，因中国电影业不景气，影院也开始放映外国影片，同时于1932年底至1933年初对舞台后台改造，使之有条件上演歌舞戏剧。京剧名家章遏云、奚啸伯、张云溪曾于1934年7月在此演出。

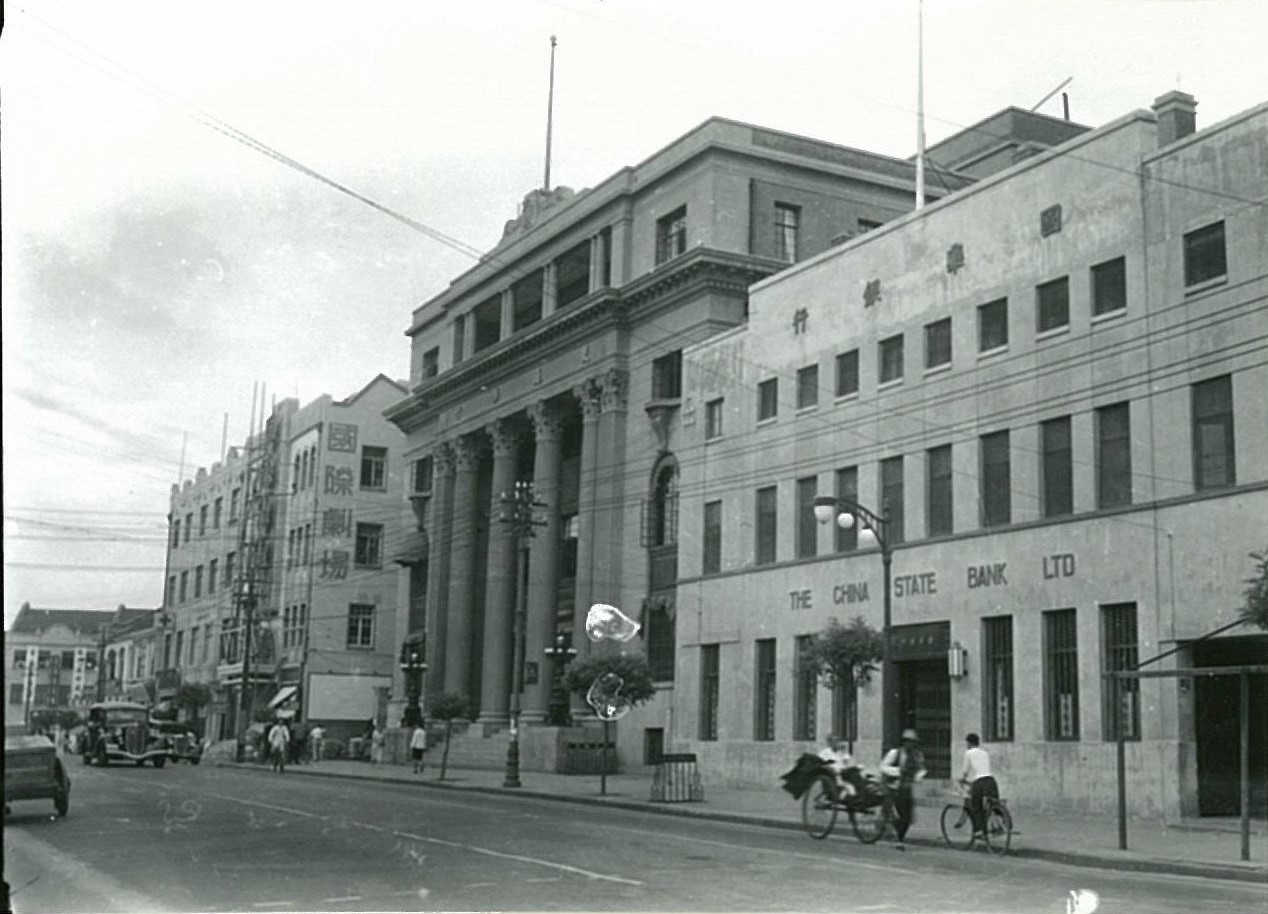
第二次日占时期的中山路，左侧可见时名“国际剧场”的中国电影院，右侧为交通银行、国华银行

1938年1月日军占领青岛后，山东大戏院于2月被查封，3月被允许继续营业。同年12月，影院被日本人占据，改名为“国际剧场”，专门上演日本电影、戏剧，每天中午12点半至晚上9点半循环放映，仅允许日本人入内观看，1940年开始允许中国人入内观看。朝鲜舞蹈家崔承喜曾在此演出，当时日本占领区的女星李香兰也曾在此开演唱会。1945年日本投降，国民政府接收青岛后，影院由新任市长李先良率领的青岛保安总队接管，改名为“中国剧院”。1947年12月，改由国民党青岛市党部接管。这一时期，中国剧院一般白天放映电影，晚上演出京剧。
1949年6月2日，中国人民解放军接管青岛，中国剧院由胶东军区文工团接管，6月9日恢复放映，同年9月18日改名为“中国影剧院”，之后曾先后由32军文工团、胶东军区警备第四旅、海军青岛基地俱乐部管理。1952年12月由青岛市军管会文教部接管。1955年青岛市文化局成立后由该局领导至今。文革时期，影院曾改名为“新中国电影院”。1981年，影院更名为“中国电影院”至今。1960年代末至2000年代初，该影院曾多次经历大小改造及新设备安装等，曾由山东省文化厅授予“全省放映先进单位”称号，由市政府、区政府授予“文明单位”称号。2000年，该建筑列入第一批青岛市历史优秀建筑名单。2006年12月7日，该建筑成为山东省文物保护单位青岛中山路近代建筑的一部分。

## 建筑特色
中国电影院占地面积2160平方米，建筑面积551.88平方米，钢筋混凝土结构，地上4层，地下1层，平面呈矩形。临街正立面朝西，中轴对称，花岗岩大方石砌基，一层为通往前厅的虚廊，二层以上中央有凸出墙外的5根棱角式装饰，各有三组竖窗。檐口女儿墙作棱角式装饰，建筑造型质朴简洁。内部前楼三、四层为办公用房，一、二两层为剧场，斜坡式地面，并设有二层挑台坐席和小舞台。